# Osmar de Oliveira
Osmar Pereira Soares de Oliveira (São Paulo, 20 de junho de 1943 — São Paulo, 11 de julho de 2014) foi um médico, jornalista e locutor esportivo brasileiro.
Foi comentarista esportivo no programa Jogo Aberto e no Terceiro Tempo. Comentou também algumas transmissões de futebol e outros esportes da Rede Bandeirantes.

## Biografia
Enquanto fazia o curso de medicina na PUC-SP de Sorocaba, escrevia no jornal Cruzeiro do Sul e participava dos programas esportivos da Rádio Cacique. Em 1966 passa a ser redator da revista do Corinthians e ao mesmo tempo do jornal Coringão.
Durante o curso de jornalismo na Faculdade Cásper Líbero em São Paulo, foi convidado por Roberto Petri para trabalhar na TV Gazeta e na Rádio Gazeta em 1978, durante a Copa do Mundo da Argentina. Era narrador de TV, comentarista da rádio e participava do Mesa Redonda com Petri, Milton Peruzzi, Zé Italiano, Peirão de Castro, Rubens Pecci, Dalmo Pessoa, José Silveira, Geraldo Blota e Sérgio Baklanos. Formou-se em jornalismo no ano seguinte. Em 1980 passou a ser locutor da TV Globo e depois de três anos foi para a TV Bandeirantes tendo sido o primeiro narrador do Show do Esporte na equipe de Luciano do Valle que tinha ainda Juarez Soares, Jota Júnior, Elia Júnior, Eli Coimbra, Luiz Ceará, José Eduardo Savóia, dentre outros.
Em 1986, convidado por Sílvio Santos, vai para o SBT para comandar a equipe de esportes que tinha Juca Kfouri como comentarista e Jorge Kajuru como repórter. Após a Copa do Mundo de 1986, no México, volta para a Band para cobrir os Jogos Olímpicos de Seul e em seguida passa a chefiar em São Paulo a equipe de esportes da TV Manchete, onde trabalhou com João Saldanha, Paulo Stein, Márcio Guedes, Alberto Léo, Antônio Pétrin, José Carlos Conti e Mariana Godoy.[carece de fontes?]
Em 1992, retorna ao SBT ao lado de Juarez Soares, Orlando Duarte, Silvio Luiz, Luiz Alfredo, Oscar Ulisses, Nivaldo Prieto, Antônio Petrin, entre outros profissionais. Em 1999, chegou a integrar a equipe da Band/Traffic. Em 2000, trabalhou na PSN, emissora americana do canal de televisão por assinatura no Brasil e tem rápida passagem pela TV Cultura no programa Cartão Verde, junto com Juarez Soares e Flávio Prado. No mesmo ano começa seus trabalhos na TV Record, como locutor, comentarista e apresentador. Fica 7 anos nos programas Debate Bola e Terceiro Tempo comandados por Milton Neves, além de narrar algumas partidas. Em agosto de 2007, foi convidado a voltar para a TV Bandeirantes.
Em 11 de julho de 2014, por volta de 18h30min, sofreu um infarto e passou por uma cirurgia no Hospital São Luiz e veio a óbito. 6 dias depois de seu falecimento, em 17 de julho de 2014, no jogo Corinthians x Internacional, na Arena Corinthians, foi homenageado pela torcida corintiana.